# Johanneskirche (Spandau)

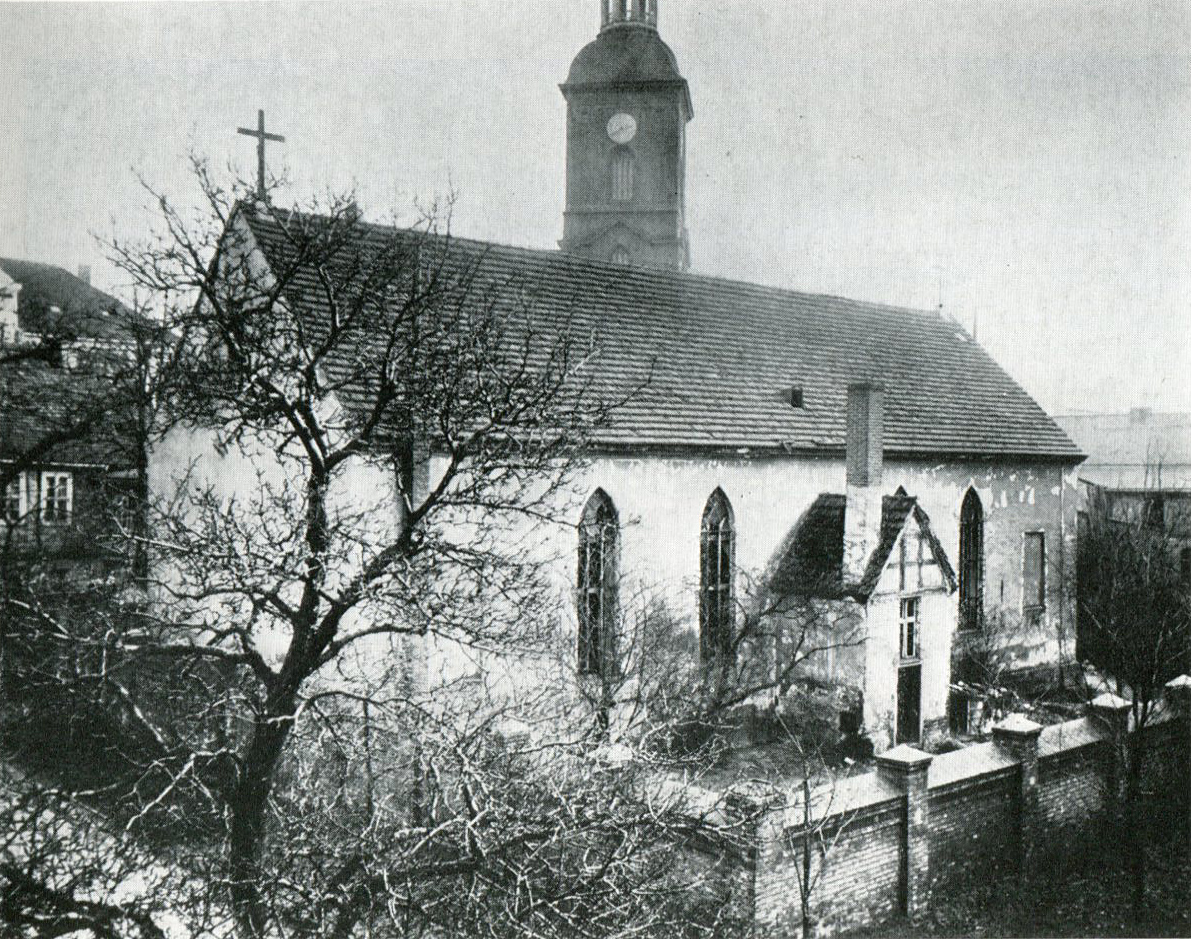
Johanneskirche, Rückansicht von Westen mit Sakristeianbau (nach 1875; der Turm gehört zur Nikolaikirche)

Die Johanneskirche (auch: Johanniskirche) in Spandau war das Gotteshaus der reformierten Gemeinde und wurde zeitweise für Gottesdienste der in Spandau stationierten Garnison mitgenutzt. Die Kirche wurde in den 1670er Jahren gebaut, mehrfach bei gleichem Grundriss umgebaut und 1902/1903 abgerissen. Sie lag zwischen der Potsdamer Straße und der Jüdenstraße am nördlichen Rand der Altstadt Spandaus, unweit der St.-Nikolai-Kirche, und war von Osten, von der Potsdamer Straße (heute: Carl-Schurz-Straße 57/59) aus zugänglich.

## Geschichte der Reformierten Gemeinde und der Militärgemeinde
Nach dem am 16. September 1664 von Kurfürst Friedrich Wilhelm I. erlassenen Toleranzedikt gestattete der Kurfürst am 19. November 1666 dem Kommandanten der Spandauer Festung, Oberst Isaak du Plessis-Gouret, in seinem Wohnhaus auf dem Behnitz reformierte Gottesdienste für seine Familie und Bewohner Spandaus abzuhalten. Erster Prediger war Adam Girck, Lehrer am Joachimsthalschen Gymnasium in Berlin, der von du Plessis-Gouret privat vergütet wurde. Am 12. August 1673 wurde David Scultetus per Kurfürstlichen Erlass als hauptamtlicher Prediger angestellt. Weil die Gemeinde größer wurde, ersuchte der Oberst den Kurfürsten, ein Nutzungsrecht an der nur werktags und an „Aposteltagen“ benutzten lutherische Moritzkirche zu erwirken. Dies lehnte der Spandauer Magistrat jedoch ab. Kurfürst Friedrich Wilhelm schenkte der reformierten Gemeinde daraufhin 1669 einen Bauplatz am nördlichen Ende der Jüdenstraße, wo bis 1673 die neue Kirche, später Johanneskirche genannt, erbaut wurde. Das Grundstück, eine Bürgerstelle des Ackerbürgers Sebastian Striepe aus Falkenrehde, war mit verschiedenen Aufbauten durch Tausch in den Besitz des Kurfürsten gelangt.
Vorübergehend benutzten auch aus Piemont stammende Waldenser mit einem eigenen Prediger als französische reformierte Gemeinde die Kirche mit, bis sie sich 1734 entweder der französischen Gemeinde in Potsdam oder der deutsch-reformierten Gemeinde in Spandau anschlossen. 1790 lebten in Spandau 87 reformierte Familien (neben 675 lutherischen und vier katholischen Familien). 1823 genehmigte das Königliche Ministerium der geistlichen Angelegenheiten die Bezeichnung Johannes-Kirche zu Spandau. 1833 erklärte die Johannesgemeinde ihren Beitritt zur Kirchenunion mit der lutherischen Gemeinde.
Die lutherische Garnisongemeinde führte ab 1711 ihre Gottesdienste neben der Moritzkirche auch in der von König Friedrich Wilhelm I. auf der Zitadelle neu erbauten Schlosskapelle durch; als diese 1789 abgebrochen wurde, wurde die Johanneskirche neben ihrer Funktion als Gemeindekirche auch Garnisonkirche, in der sich die Garnisonsgeistlichen und die Gemeindeprediger – die sich jetzt „Hofprediger“ nannten – abwechselten. 1838 wurde die Garnisongemeinde offiziell in der Johanneskirche eingepfarrt, die dafür entsprechend umgebaut wurde. Sie verfügte jetzt über 493 Sitzplätze.
1876 zählte die Garnisongemeinde 3787 Seelen, die Johannesgemeinde etwa 2500. Eine Verlegung der Johanneskirche als Gemeinde- und Militärkirche wurde seit etwa 1870 von der Stadt Spandau gewünscht, um das Grundstück der Kirche zur Erweiterung der Stadtschulen nutzen zu können. Dies lehnte der Militärfiskus jedoch ab. Daraufhin wurde die Kirchengemeinde mit der Nikolaigemeinde zusammengelegt, in der Spandauer Neustadt wurde 1895/1896 die Lutherkirche gebaut. Für die Militärgemeinde errichtete der Militärfiskus neu die Garnisonkirche, die am 16. März 1890 eingeweiht wurde. Der letzte Gottesdienst der Militärgemeinde in der Johanneskirche fand am 9. März 1890 statt. Die Stadt Spandau erwarb das Grundstück am 17. Dezember 1902 und ließ die Kirche im Winter 1902/1903 abreißen, um ein Gymnasium, die spätere Freiherr-vom-Stein-Oberschule, zu bauen. Der ehemaligen Kirchhof wurde in das Gelände des Schulhofs mit einbezogen und ist als Bodendenkmal geschützt.

## Das Kirchengebäude

### 1673–1750
Das später Johanneskirche genannte Gotteshaus war zunächst eine Fachwerkkirche, die mehrfache Umbauten erlebte. Der von Kurfürst Friedrich Wilhelm geschenkte Bauplatz lag zwischen der Klosterstraße (ab 1754: Potsdamer Straße, seit 1939: Carl-Schurz-Straße) und der Jüdenstraße. An der Potsdamer Straße stand an der Stelle des Striepeschen Wohnhauses das 1674 erstmals erwähnte Predigerhaus, die Kirche wurde dahinter in ungefährer Nord-Süd-Ausrichtung quer auf das Grundstück gesetzt, wo vorher eine Scheune gestanden hatte. Ein weiteres „kleines altes Häußchen“ auf dem Grundstück – das Meierhaus – diente, so Prediger Scultetus, anfangs als Schule. Mit dem Bau der Kirche wurde ausweislich erhaltener Rechnungen über von der Stadt geliefertes Bauholz 1673 begonnen. Auch „ausgezimmertes Holz“, möglicherweise von der abgerissenen Scheune, wurde mit verbaut. Der Bau ging langsam voran, da er hauptsächlich aus freiwilligen Beiträgen der Gemeindemitglieder finanziert wurde, hinzu kamen Einnahmen aus Strafzahlungen und kleinere Zuwendungen des Kurfürsten. 1674 war der Fachwerkbau noch „ganz offen“, dann wurden das Dach errichtet und die Gefache ausgemauert. 1675 kamen die Fenster, 1676 wurde die Kirchendecke fertiggestellt, und der Bau war abgeschlossen.
Bei einer Explosion der Pulverkammer der Zitadelle 1691, die durch ein Unwetter ausgelöst wurde, wurde die Kirche schwer beschädigt. Das Gebäude wurde 1692 für mehr als 700 Taler repariert, war aber trotz mehrerer Reparaturen bald wieder baufällig. Ein von Oberbaudirektor K. Stolze 1722/1723 vorgelegtes Gesuch um Finanzierung wurde vom evangelisch-reformierten Kirchendirektorium abgelehnt, den Plan eines Neubaus für 6718 Taler lehnte König Friedrich Wilhelm I. ab und schlug vor, die St.-Nikolai-Kirche als Simultaneum für Lutheraner und Reformierte zu nutzen, was sich aber als undurchführbar erwies. Erst 1750 ermöglichte König Friedrich der Große nach wiederholten Bittgesuchen den Bau einer massiven Kirche, die 1751 eingeweiht wurde.
Die erste Fachwerkkirche war ein rechteckiger Saalbau ohne Chor mit einer wahrscheinlichen Länge von 27,90 m und einer Breite von 10 m, die Höhe bis zum Ansatz des Satteldachs betrug 8,10 m. Sie war mit der massiv gemauerten Vorderfront zur Klosterstraße ausgerichtet und wurde aus dieser Richtung betreten. Die bis auf wahrscheinlich vorhandene Luken im Giebeldreieck fensterlosen Giebelwände und die Rückwand zur Jüdenstraße hin war ausgemauertes Fachwerk. In der Mittelachse der unsymmetrisch gegliederten Vorderfront lag das Hauptportal, beiderseits davon jeweils drei Fensterachsen mit hoch liegenden rechteckigen Fenstern. Unter dem linken (südwestlichen) Fenster diente eine Tür als Zutritt für Prediger und Kirchenälteste zum Altarraum mit Kanzel und Altartisch; möglicherweise gab es rechts eine Tür, die unter die Orgelempore führte. Diese Querempore an der nordöstlichen Giebelwand setzte auf einer quer durch den Raum gezogenen Fachwerkwand auf. Der Kirchsaal hatte eine mit Brettern verschalte Flachdecke. Das Gestühl war auf Altar und Kanzel hin ausgerichtet und durch zwei Gangreihen unterteilt.
Anfangs fanden auf dem Vorhof der Kirche Bestattungen statt; wohlhabende Gemeindemitglieder wurden auch im Gewölbe der Kirche beigesetzt. 1715 erwarb die Gemeinde ein schmales Grundstück hinter der Kirche zur Jüdenstraße hin, das bis 1814 als Begräbnisplatz genutzt wurde. 1708 erhielt die Gemeinde zudem das Recht, auf einem Platz vor dem Potsdamer Tor zu bestatten, im 19. Jahrhundert auch auf einem Platz vor dem Oranienburger Tor.

### Massivbau von 1751
Der preußische König Friedrich der Große bewilligte 1751 2000 Taler für den Bau eines massiven Kirchengebäudes. Das Fachwerk der Rückwand und der Giebelwände wurde bei gleichem Grundriss durch massives, glatt verputztes Mauerwerk ersetzt. Um das Gebäude lief ein drei Fuß hoher Sockelstreifen, die Längswände erhielten unter dem Ansatz zur Dachschräge ein profiliertes Gesims. 1752 wurde an der Rückseite der Kirche in der Mittelachse eine Sakristei angebaut, ein aus finanziellen Gründen einfacher glattgeputzer, rechteckiger Baukörper mit Satteldach. Die hintere Längswand hatte sechs rechteckige Fenster, davon die beiden äußeren Blendfenster. Unter dem linken gestattete eine flachbogig geschlossene Türöffnung den Zugang zum Raum unter der Orgelempore. Die Bauarbeiten standen unter Aufsicht des Kriegs- und Domänenrats Feldmann und wurden von den Maurermeistern Lehmann sen. und jun. ausgeführt. Der von einigen Gemeindemitgliedern gewünschte Bau eines Kirchturms kam aus nicht mehr zu klärenden Gründen nicht zur Ausführung.
Der Innenraum wurde zur Querkirche umgestaltet: Der Altar stand jetzt in der Mitte der hinteren, westlichen Längswand, darüber die Kanzel, die aus der Potsdamer Schlosskapelle stammte und von der Sakristei aus über eine Treppe erreicht wurde. An der südlichen Giebelwand, wo sich bisher Altar und Kanzel befunden hatten, wurde eine Querempore errichtet und mit der Orgelempore über eine durchlaufende Empore an der östlichen Längswand verbunden, die auf rundgehobelten Säulen stand, so dass eine U-förmige Emporenanlage (Hufeisenempore) entstand.

### 1782–1836
In der Folgezeit wurde die Vorderfront mit der Hauptfassade der Kirche gotisiert, die einzelnen Fenster erhielten spitzbogige Blenden. Über dem Hauptportal lag ein kleines Mittelfenster. Das mit Ziegeln gedeckte Satteldach wurde 1799 von Maurermeister Bocksfeldt und Zimmermeister Becker gründlich repariert, da die 1750 unsachgemäß aufgeführten Umfassungsmauern abgesunken waren, so dass sich der Dachstuhl verzogen hatte. Im Innern wurde die Orgelempore renoviert und ihre vordere Stützwand massiv aufgemauert.

### Erneuerung als Garnisonkirche ab 1836

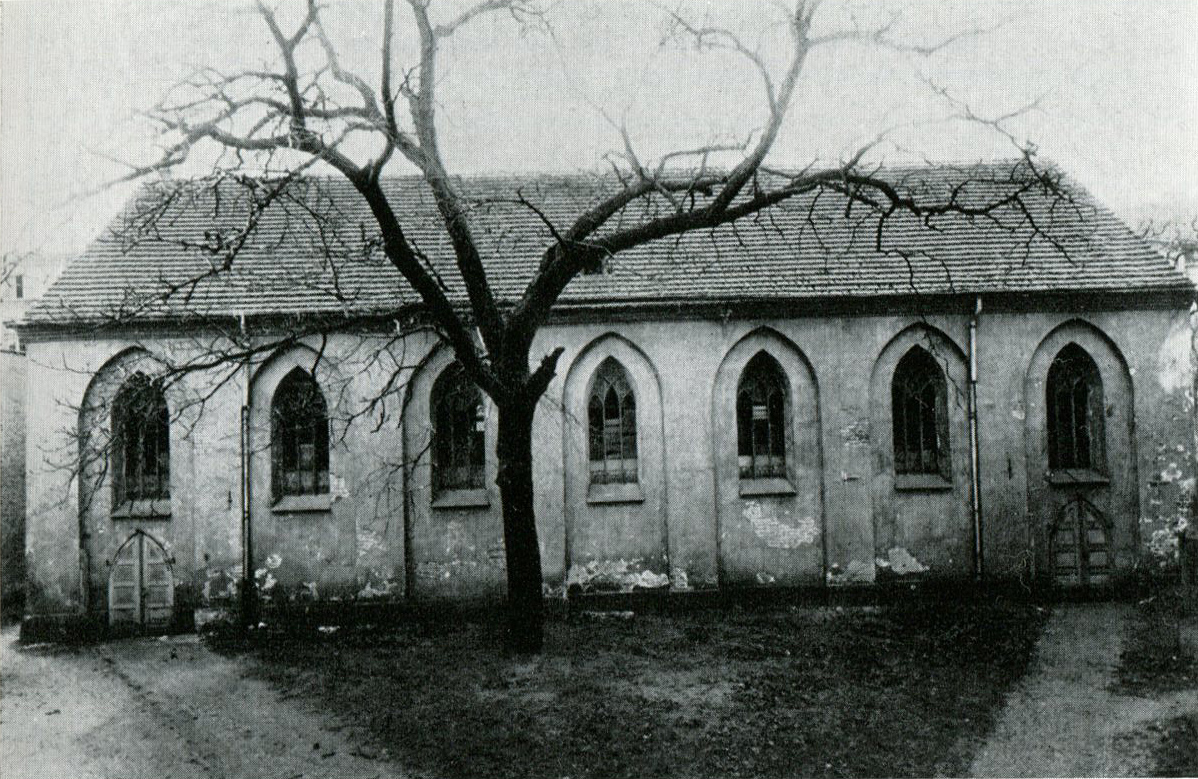
Letzter Bauzustand, Ansicht der Vorderseite von der Potsdamer Straße aus

Vor der Einpfarrung der Garnisongemeinde wurde 1836 die Johanneskirche von der Königlichen Regierung in Potsdam grundlegend erneuert. Während der Bauarbeiten nahm die Johannesgemeinde an den Gottesdiensten in der St.-Nikolai-Kirche teil, da 1833 die Union zwischen Reformierten und Lutheranern in Spandau vollzogen worden war. Fertiggestellt wurde die Kirche im Dezember 1836.
Die Wände wurden ausgebessert und teilweise erneuert, die Giebeldreiecke neu aufgemauert und mit je einer Fensteröffnung versehen. Fenster- und Türspitzbögen mussten größtenteils neu verzwickt werden, weil sie in den Scheiteln geborsten waren. Der Haupteingang in der Mitte der Vorderseite wurde zugemauert und das kleine Fenster darüber auf die Maße der anderen Fenster vergrößert. Die Kirche wurde jetzt durch zwei zweiflügelige Türen in den beiden äußeren Fensterachsen betreten. Die sieben spitzbogigen Fenster der Vorderseite waren überwölbt von einer siebenteiligen vorgeblendeten Bogenstellung. Die Fensterbögen wurden mit hölzernen Maßwerkfüllungen gestaltet und hatten Bleiverglasungen mit kleinen runden Scheiben von halbweißem Glas. Die vier inneren Fenster der Rückwand wurden vergrößert, spitzbogig geschlossen und entsprechend der Vorderwand mit Maßwerk und Verglasung versehen, die beiden äußeren rechteckigen Blendfenster blieben unverändert. Der Sakristeianbau wurde in der vorhandenen Form ausgebessert. Auf beiden Giebeln wurde am 29. April 1866 je ein gusseisernes, vergoldetes Kreuz aufgestellt; der Entwurf stammte von P. Rascher.
Im Innern wurden die Emporen und die die nördliche Empore tragende Stützwand abgebrochen und durch eine zusammenhängende Hufeisenempore mit einheitlicher Brüstung ersetzt. Altar und Kanzel blieben an der gleichen Stelle. Emporen und Decke wurden von einem System hölzerner Stützen und Architrave getragen, wodurch nun auch unter der Orgelempore Raum für eine Bestuhlung entstand. Die Emporen waren von den beiden Eingängen an der Vorderseite aus über Wendeltreppen zugänglich. Die Bankreihen auf den Emporen stiegen zu den Kirchenwänden um drei Stufen an, so dass die Längsempore die Fenster der Vorderseite überschnitt; die Fenster waren daher im unteren Teil mit Brettern verschalt.
Von der Potsdamer Straße aus führte ein Weg zwischen Pfarr- und Kantorenhaus durch ein hölzernes Tor zur Kirche, das 1861 durch ein schmiedeeisernes Gittertor ersetzt wurde.
Die Bauarbeiten der 1830er Jahre wurden unter Leitung von Bauinspektor Butzke, der zu der Zeit auch bei der Renovierung der St.-Nikolai-Kirche tätig war, wieder von den Maurermeistern Bocksfeldt durchgeführt. Ferner waren unter anderen beteiligt die Zimmermeister Siecke und Brettschneider sowie die Tischlermeister Bernhard Linde und Neupert.

### Abriss
Im Jahr 1902 hatte das Schulkollegium der Provinz Brandenburg das profanierte Haus zur Erweiterung des hiesigen Gymnasiums für 120.000 Mark angekauft. Im Januar 1903 begann deshalb der Abbruch des ehemaligen Kirchengebäudes.

## Ausstattung

### Kanzel

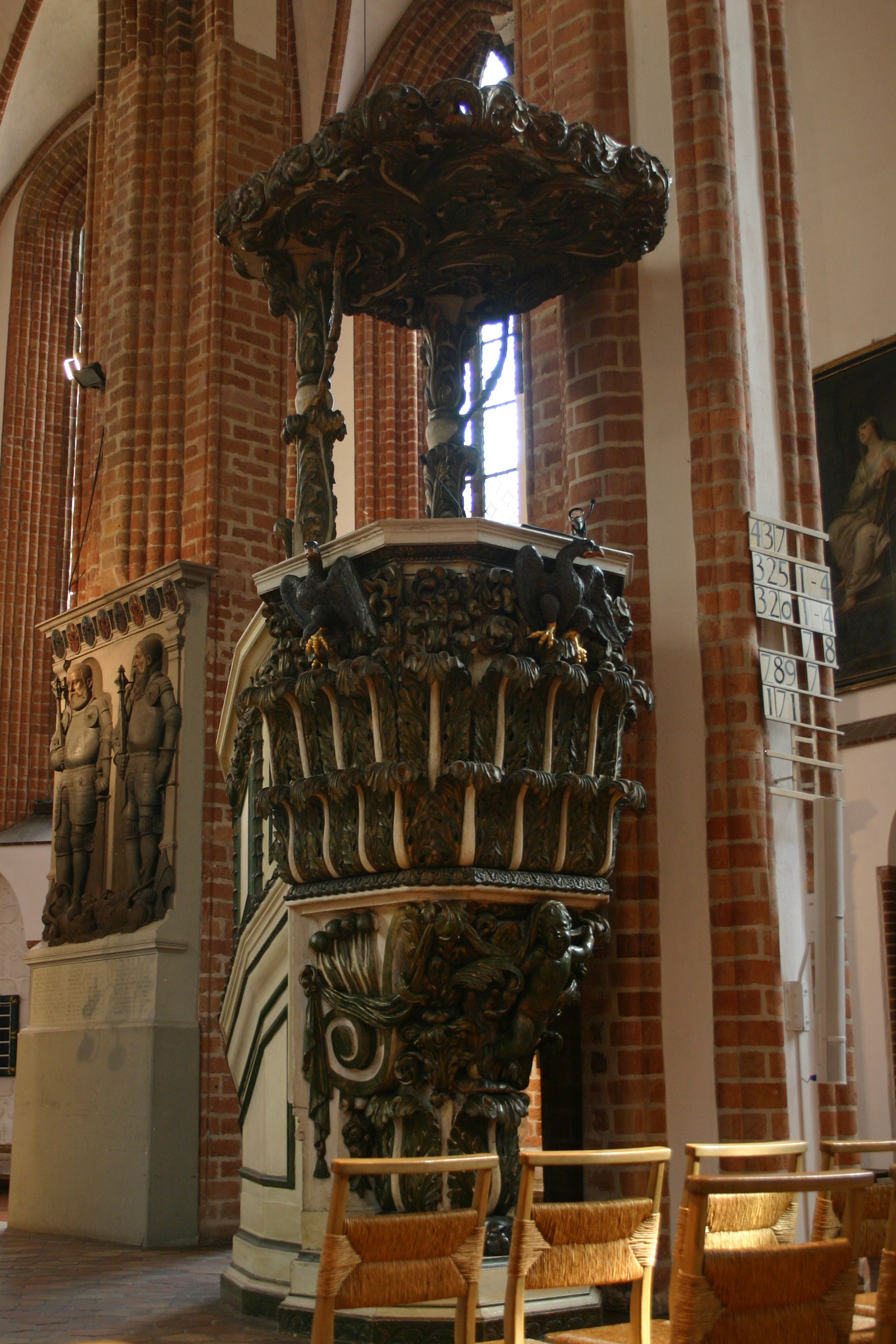
Kanzel an ihrem heutigen Ort in der
St.-Nikolai-Kirche

1722 ist eine hölzerne Kanzel mit sechseckigem Kanzelkorb und sechs Stufen nachweisbar, die an der südlichen Querwand stand. Bereits 1714 hatte sich der Gemeindevorstand an König Friedrich Wilhelm I. gewandt und darum ersucht, als Ersatz für diese ältere Kanzel die Kanzel zu bekommen, die nach der Renovierung der Kapelle im Potsdamer Stadtschloss dort nicht mehr benötigt wurde. Dem Gesuch wurde stattgegeben. Aus nicht mehr belegbaren Gründen unterblieb jedoch trotz einer Mahnung des Kirchendirektoriums im Juni 1717 die Aufstellung dieser Kanzel in Spandau zunächst. Gunther Jahn hält finanzielle Probleme der Gemeinde oder den schlechten Bauzustand der Johanneskirche für mögliche Gründe. Erst beim Umbau der Kirche 1751 wurde die Kanzel anstelle der abgerissenen Vorgängerin in der Mitte der westlichen Längswand aufgestellt. Dabei wurden ein neuer Kanzelfuß aus Eichenholz und ein neues Geländer angebracht.
Die hölzerne Kanzel im Barockstil wurde im letzten Drittel des 17. Jahrhunderts von einem unbekannten Meister geschaffen. Vor 1772 ließ die Witwe Christiane Sophie Haacke sie durch den Bildhauer Labadie vergolden. Da die Kanzel für den Kirchenraum zu groß war und die gottesdienstlichen Abläufe beim Abendmahlsgottesdienst behinderte, gab es 1870 Bestrebungen, eine kleinere Kanzel einzubauen, um auch Platz für weitere Bankreihen zu gewinnen. Dieser Plan wurde jedoch wegen des „Alters und ihrer Originalität“ der Kanzel verworfen. Nach dem Abriss der Johanneskirche kam die Kanzel 1904 mit einer neuen Treppe an ihren heutigen Platz am ersten südlichen Langhauspfeiler der St.-Nikolai-Kirche.

### Orgel
Im Frühjahr 1783 erhielt die Kirche eine Orgel mit 13 Registern auf einem Manual und Pedal, die von Orgelbauer Johann Wilhelm Grüneberg aus Brandenburg gebaut wurde, nachdem Entwürfe und Kostenvoranschläge des Orgelbauers Ernst Julius Marx vom Potsdamer Kirchendirektorium als „zu kostbar“ abgelehnt worden waren. Die Orgel wurde am 6. Juli 1783 „mit einem musikalischen Te Deum und zahlreicher Versammlung in Gegenwart der Kirchenräte Sach, Rellstab und Lipten, fast aller Standespersonen der Stadt, auch des gesamten lutherischen Ministerii“ geweiht. Das Instrument wurde finanziert aus einer Schenkung der Witwe Anne Marie Schneeberg.
Nach dem Abriss der Johanneskirche gelangte die Orgel in die Dorfkirche in Bärenklau. Dabei wurden mehrere Register entfernt. 1928 reparierte Alexander Schuke das Instrument, ab 1991 wurde sie in der Werkstatt der Firma Alexander Schuke Potsdam Orgelbau GmbH anhand in Spandau gefundener Orgelbauakten restauriert und in der Französischen Kirche in Potsdam aufgebaut, wo sie seit Ostern 2000 gespielt wird.

## Nebengebäude

### Prediger- und Pfarrhaus

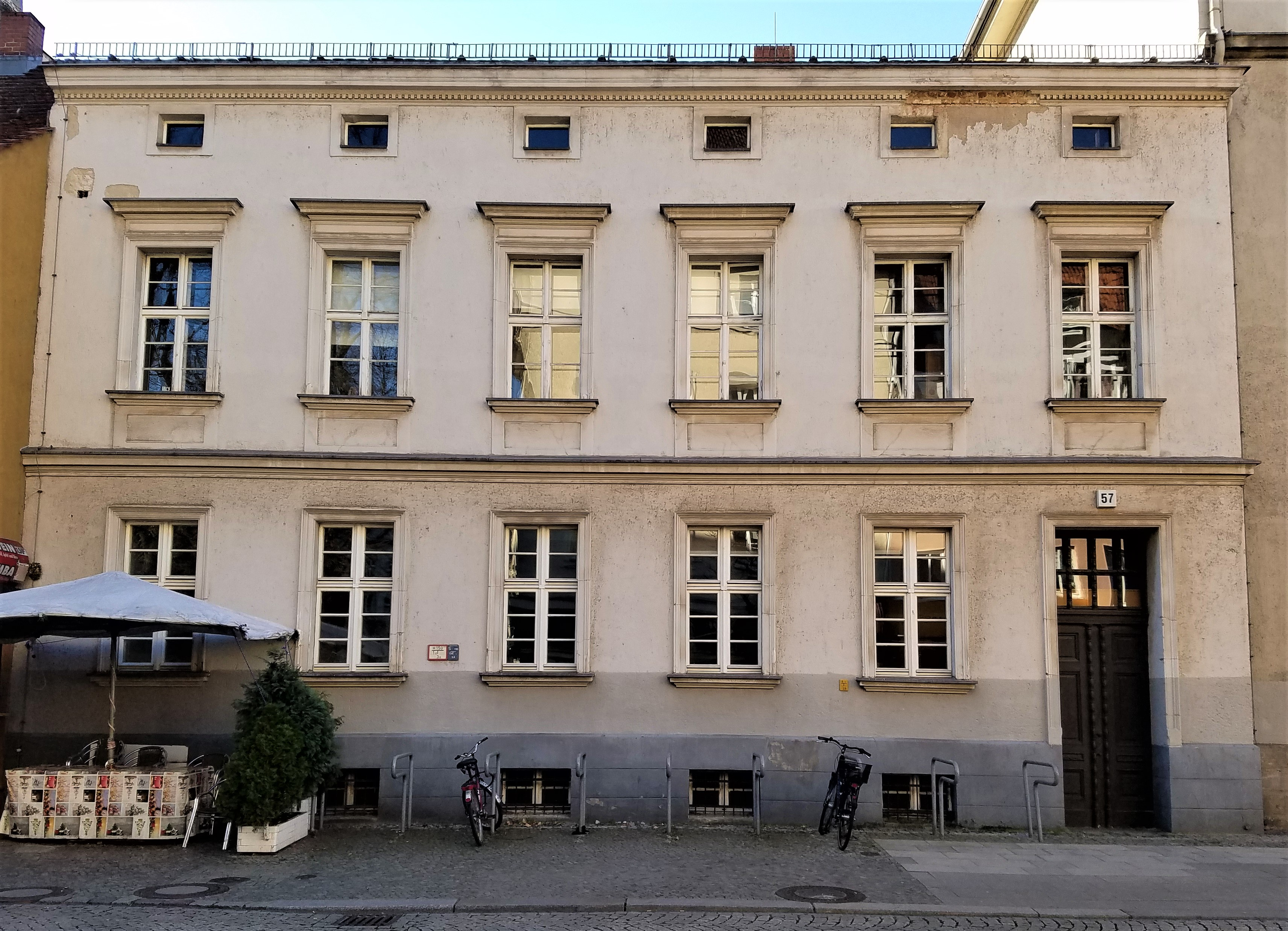
Pfarrhaus, nach 1890 gebaut, später Direktorwohnhaus,
Carl-Schurz-Straße 57 (2020)

Ein Predigerhaus an der Klosterstraße – wahrscheinlich ein Fachwerkhaus mit ausgemauerten Fächern und ziegelgedecktem Walm- oder Satteldach – wurde auf der wüsten Ackerbürgerstelle vermutlich auf Betreiben des Predigers David Scultetus in den Jahren 1674–1676 gebaut. Es wurde 1753/1754 und dann wieder 1772/1773 repariert, als es ein massives Untergeschoss bekam. Das Haus war 61 Fuß lang und 25 Fuß tief und stand mit der Schmalseite an der Klosterstraße, der Eingang lag an der Längsseite. Beim Kirchenumbau in den 1830er-Jahren wurde auch das Predigerhaus renoviert und mit einem gemauerten Obergeschoss ausgestattet.
Das Predigerhaus wurde 1890 abgerissen und durch ein Pfarrhaus ersetzt, das Maurermeister A. Kellermann an gleicher Stelle baute. Es war zweigeschossig und hatte zusätzlich ein Mezzaningeschoss, die sechsachsige Fassade war zur Potsdamer Straße ausgerichtet. Nachdem die Johannesgemeinde aufgelöst worden war, diente es als Direktorwohnhaus des Gymnasiums und wurde am 3. Oktober 1915 bezogen. Zusammen mit dem benachbarten Schulgebäude steht es als Gesamtanlage unter Denkmalschutz.

### Schul- und Kantorhaus
Das beim Bau der Kirche auf dem Grundstück vorgefundene Meierhäuschen diente der Gemeinde anfangs als Schule. Hundert Jahre später war es zu klein geworden und baulich nicht mehr wiederherzustellen, so dass es 1769 mit Unterstützung des preußischen Königs durch Maurermeister Martin Vogt neu gebaut wurde. Die Schule war ein zweigeschossiger Fachwerkbau mit dreiachsiger Fassade zur Straße, der im Untergeschoss zwei Klassenräume und im Obergeschoss die Kantorenwohnung beherbergte. 1836–1838 fanden im Zuge der Kirchenrenovierung auch Renovierungsarbeiten an der Schule durchgeführt. 1851 wurde von Zimmermeister A. Siecke an der Hofseite ein zweigeschossiger Flügel errichtet. Bis 1783 wurde die Schule von der Kirchengemeinde als St. Johannes Parochialschule geführt, 1822 wurde sie in den Verband der städtischen Schulen eingegliedert, der Kantor wurde städtischer Lehrer. Später wurde eine Klasse des Gymnasiums dort untergebracht, und beim Neubau des Gymnasiums 1913 wurde das ehemalige Kantorenhaus abgerissen.

## In der Umgebung
In den 1850er Jahren wurde auf dem Kirchvorplatz in einem eingegitterten Rondell eine Bronzefigur aufgestellt, die einen lesenden Knaben darstellte.